# Kabinett Adrian Hasler I
Das Kabinett Adrian Hasler I war vom 27. März 2013 bis zum 30. März 2017 die 36. Regierung des Fürstentums Liechtenstein unter Vorsitz von Adrian Hasler in seiner ersten Amtszeit als Regierungschef.
Nach der Landtagswahl am 3. Februar 2013 bildeten die Fortschrittliche Bürgerpartei (FBP) und die Vaterländische Union (VU) eine Koalitionsregierung, die im Landtag des Fürstentums Liechtenstein zusammen 18 der insgesamt 25 Sitze einnahm.
Für nach dem 18. März 1965 gebildete Regierungen gilt gemäss Artikel 79 der Verfassung des Fürstentums Liechtenstein, dass sie stets fünfköpfige Kollegialregierungen sind, bestehend aus einem Regierungschef als primus inter pares und vier Regierungsräten, von denen einer zum Regierungschef-Stellvertreter bestimmt wird. Aus jedem der beiden Landschaften Oberland und Unterland müssen wenigstens zwei Regierungsmitglieder kommen. Ernannt und entlassen werden sie vom Landesfürsten, die reguläre Amtsperiode beträgt vier Jahre.
Die Ernennung und Entlassung des Kabinetts Adrian Hasler I erfolgte durch Erbprinz Alois, der seit dem 16. August 2004 als Prinzregent für den Landesfürsten Hans-Adam II. fungiert.

## Kabinettsmitglieder
| Ressort                         | Bild | Name                 | Partei | Partei    | Stellvertreter                 | Partei | Partei |
| ------------------------------- | --- | -------------------- | ------ | --------- | ------------------------------ | ------ | ------ |
| Regierungschef                  | | Adrian Hasler        |        | FBP       | Georg Wohlwend bis August 2016 |        | FBP    |
| Präsidiales und Finanzen        | Patrik Oehri ab 14. Oktober 2016 | Adrian Hasler        |        | FBP       |                                |        | FBP    |
| Regierungschef-Stellvertreter   | | Thomas Zwiefelhofer  |        | VU        | Roland Moser                   |        | VU     |
| Inneres, Justiz und Wirtschaft  | | Thomas Zwiefelhofer  |        | VU        | Roland Moser                   |        | VU     |
| Infrastruktur, Umwelt und Sport | | Marlies Amann-Marxer |        | VU        | Andrea Klein                   |        | VU     |
| Gesellschaft                    | | Mauro Pedrazzini     |        | FBP       | Carmen Zanghellini-Pfeiffer    |        | FBP    |
| Äusseres, Bildung und Kultur    | | Aurelia Frick        |        | FBP       | Isabel Donhauser-Frick         |        | FBP    |
| Regierungssekretär              | Bild gesucht Der Benutzer Förkle ( Plauderstube ) • JWP wünscht sich an dieser Stelle ein Bild. Weitere Infos zum Motiv findest du vielleicht auf der Diskussionsseite . Falls du dabei helfen möchtest, erklärt die Anleitung , wie das geht. | Horst Schädler       |        | parteilos |                                |        |        |
| Leiter der Regierungskanzlei    | Bild gesucht Der Benutzer Förkle ( Plauderstube ) • JWP wünscht sich an dieser Stelle ein Bild. Weitere Infos zum Motiv findest du vielleicht auf der Diskussionsseite . Falls du dabei helfen möchtest, erklärt die Anleitung , wie das geht. | Horst Schädler       |        | parteilos |                                |        |        |